# 富裕柯尔克孜语
富裕柯尔克孜语或富裕吉爾吉斯語，也被稱為黑龙江柯尔克孜语、东北柯尔克孜语，是中国分布最靠東的突厥语系语言，为富裕柯尔克孜族的母语。虽然称为「柯尔克孜语」，實際上哈卡斯语的方言，而与屬於不同語支的柯尔克孜语差别大。
富裕柯尔克孜语没有成型的文字，仅为口语，至2017年，其使用者仅剩十余人，绝大多数使用者为老年人且集中于黑龙江省齐齐哈尔市富裕县五家子村和七家子村，处于极度濒危状态。

## 歷史及现状
富裕柯尔克族的先祖是黠戛斯人（即哈卡斯人），活动于叶尼塞河流域，说哈卡斯语的一个方言。十八世纪，清朝攻灭准噶尔汗国，一部分哈卡斯人被清朝政府移送至乌裕尔河河畔，即乌裕尔河畔五姓柯尔克孜。他们所说的哈卡斯语方言即富裕柯尔克孜语。由于处于蒙古族、汉族文化圈中，加之人数较少，跨民族通婚很常见等因素，富裕柯尔克孜语在长期的发展中逐渐式微。
在1980年，大約還有一百余人説這種语言，当时成年人多改持蒙古語，兒童則多說漢語。根据2006年的调查，富裕柯尔克孜语使用者仅剩22人，其中富裕县境内有18人:137。2017年，富裕县境内的富裕柯尔克孜语使用者人口仅剩15人。在这15人中，能说出较完整句子的仅有5人且大多数年龄超70岁，掌握简单句子和一些单词的大多超过六十岁。如今，富裕柯尔克孜族人主要使用汉语作为对外交流语言和族内交流语言，也有人能掌握蒙古语，而本民族语言富裕柯尔克孜语则已经处于极度濒危状态:18。

## 音系
据学者胡振华的调查，富裕柯尔克孜语的基础元音有八个，元音有长短对立，但这种长短对立是辅音简化后代偿性产生出的。如富裕柯尔克孜语中的/pʉːn/对应柯尔克孜语中的/byɡyn/。富裕柯尔克孜语有21个辅音音位。和多数突厥语类似，富裕柯尔克孜语的词重音一般落在最后一个音节上。

## 词汇与语法
与新疆的柯尔克孜族不同，富裕柯尔克孜人历史上不信仰伊斯兰教，因而语言中没有阿拉伯语借词，波斯语借词虽然有但是很少，主要是东迁之前借入的。相较于新疆的柯尔克孜语，富裕柯尔克孜语具有较高的突厥语源词比例，而且借入了大量的蒙古语和汉语借词。语法方面，富裕柯尔克孜语为一种黏着语，采用黏着法构词。

### 引用
1. 1 2 3 4  刘建权. . 牡丹. 2017, 18.
2. 1 2  Keith Brown, Sarah Ogilvie (编).  revised. Elsevier. 2010: 1109  [2014-04-24]. ISBN 0080877753.
3. 1 2  Johanson 1998 （页面存档备份，存于）, p. 83.
4. ↑  胡振华. . 黑龙江民族丛刊. 2003, (1): 107–109.
5. ↑  UNESCO Atlas of the World's Languages in danger, UNESCO
6. 1 2  孙丽莉. . 华中农业大学学报(社会科学版). 2009, (04): 114–11. doi:10.3969/j.issn.1008-3456.2009.04.026.
7. 1 2 3  吴占柱. . 黑龙江民族丛刊. 2007, (3). doi:10.3969/j.issn.1004-4922.2007.03.037.
8. ↑  张春海; 曾江. . 中国社会科学报. 2014-10-10, (654)  [2019-03-10]. （原始内容存档于2017-08-23）.
9. ↑  Hu & Imart 1987，第2–3頁
10. 1 2  胡振华. . 中央民族学院学报. 1983, (2): 65–69.
11. ↑  武·呼格吉勒图. . 民族语文. 1998, (1): 49–56. ISSN 0257-5779. CNKI MZYW801.005. NCPSSD 1002236217.
12. ↑  胡振华. . 中央民族学院学报. 1983, (2): 65–69.